# South Africa International 2001
Die South Africa International 2001 als offene internationale Meisterschaften von Südafrika im Badminton fanden Mitte Juni 2001 statt.

## Sieger und Platzierte
| Disziplin    | Gold                              | Silber                               | Bronze                            |
| ------------ | --------------------------------- | ------------------------------------ | --------------------------------- |
| Herreneinzel | Denis Constantin                  | Chris Dednam                         | Dean Potgieter                    |
| Herreneinzel | Denis Constantin                  | Chris Dednam                         | Michael Adams                     |
| Dameneinzel  | Michelle Edwards                  | Amrita Sawaram                       | Janine Brady                      |
| Dameneinzel  | Michelle Edwards                  | Amrita Sawaram                       | Marika Daubern                    |
| Herrendoppel | Stephan Beeharry Denis Constantin | Geenesh Dussain Yogeshsingh Mahadnac | Chris Dednam Johan Kleingeld      |
| Herrendoppel | Stephan Beeharry Denis Constantin | Geenesh Dussain Yogeshsingh Mahadnac | Stewart Carson Eugene Uys         |
| Damendoppel  | Chantal Botts Michelle Edwards    | Marika Daubern Beverley Meerholz     | Shama Aboobakar Anusha Dajee      |
| Damendoppel  | Chantal Botts Michelle Edwards    | Marika Daubern Beverley Meerholz     | Selvon Marudamuthu Amrita Sawaram |
| Mixed        | Johan Kleingeld Karen Coetzer     | Anton Kriel Antoinette Uys           | Alex Nel Annalize van Staden      |
| Mixed        | Johan Kleingeld Karen Coetzer     | Anton Kriel Antoinette Uys           | Eugene Uys Chantal Botts          |